# 竹村家
竹村家（たけむらや）は、広島県尾道市にある料亭旅館。
経営者は武田氏。1902年（明治35年）尾道市久保で洋食屋として創業。1920年（大正9年）同地で料亭旅館としてリニューアルオープンした「竹村家本館」と、1962年（昭和37年）尾道市美ノ郷町で温泉旅館としてオープンした「竹村家別館」からなる。料理は懐石で、食事のみの利用もできる（4人から、要予約）。

## 竹村家本館
南は尾道水道に面し、客室の窓のすぐ外が海になっている。このような構造は尾道では竹村家本館と魚信の2軒だけ。客室の他に、2階に約100人収容できる大広間がある。
主屋・門および塀が国の登録有形文化財。小津安二郎『東京物語』ゆかりの旅館であり、その時の記念品が飾られており、宿泊客の2/3が映画ファンであるという。

### 施設
概略
- 開業 : 1902年（明治35年）[4]
- 建物 : 木造2階建、数寄屋造[4]
- 客室 : 和室5室、宿泊は10人まで[4]。（2022年時点で会食・宴会は受け付けていない）

文化財
- 主屋 - 1920年（大正9年）竣工。建築面積481m2。桟瓦葺。東西方向の北棟と南北方向の南棟が直行しT字型を形成している。竹材を多用した書院造[5]。
- 門 - 北側道路に面し、やや西よりに設けられた門。切妻造、銅板葺[6]
- 塀 - 北側道路に面する塀。真壁造、桟瓦葺で、黒漆喰に横長の小窓が付く[6]。
- 灯籠 - 裏庭にある。浮き彫りの太閤柄と太閤菊が特徴のもの。元々は聚楽第にあったと伝えられる[7]。

### 交通
- おのみちバス
  - 坊地口バス停下車、徒歩約5分
  - 浄土寺下バス停下車、徒歩約5分
  - 久保3丁目バス停下車
- JR尾道駅下車
  - 車で約5分
  - 徒歩約20分
- JR新尾道駅下車、車で約10分
- 山陽自動車道・尾道ICから車で約20分
- しまなみ海道・尾道大橋出入口から車で約5分

## 竹村家別館
尾道市中心部から北にあり”尾道の奥座敷”といわれる養老温泉郷にある。本館と同様に数寄屋造だが設備は近代化している。別館には温泉施設を併設しており、日帰り入浴もできる。

### 施設
- 開業 : 1962年（昭和37年）
- 建物 : 鉄筋・木造2階建[4]
- 客室 : 和室9室、35人まで[4]

### 交通
- おのみちバスあるいは鞆鉄バス美ノ郷温泉口バス停下車、徒歩約5分
- おのみちバスあるいは中国バス温泉口バス停下車、徒歩約5分
- JR尾道駅下車、車で約15分
- JR新尾道駅下車、車で約5分
- 山陽自動車道尾道ICから車で約5分
- しまなみ海道西瀬戸尾道ICから車で約15分

## 沿革

### 洋食屋
尾道は瀬戸内海随一の海運および商業の町として栄え、一時は広島県経済の中心地であった。その時代の尾道で、中心街に近い久保町”渡瀬橋”東詰に1902年（明治35年）西洋料理屋「竹村家」として開店した。尾道に初めて出来た洋食屋だった。“アサヒビアホール”の看板を掲げていたがビアホールの形態ではなく洋食屋であった。
志賀直哉『暗夜行路』の草稿にこの店のことが書かれている。
なお暗夜行路草稿4は志賀の日記と同等のものであるとされており、つまり志賀がここでカレーを食べたことになる。
またアイスクリームも売られていた。冷蔵・冷凍庫もまだ誕生していない時代で、アイスは大変貴重なものだった。現在、竹村家で出されるデザートのアイスは当時と同じ製法のもので出されている。
ただ、この洋食屋は火事により全焼した。

### 料理旅館

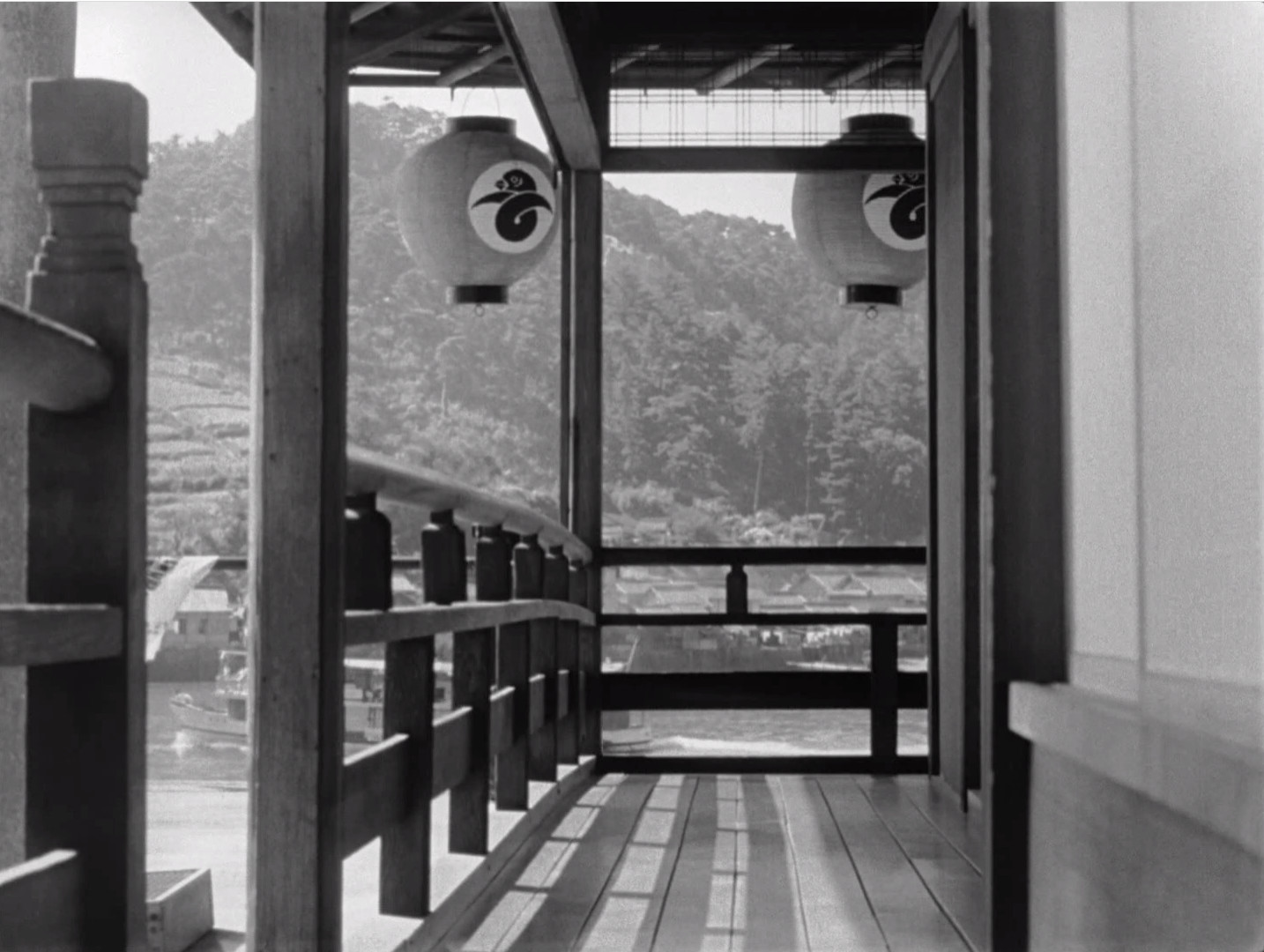
『東京物語』で、平山とみ（東山千栄子）の葬儀後の食事のシーンに竹村家が用いられた。

1920年（大正9年）、火事を機に料理旅館として全面的に建て替えられた。これが現在の竹村家本館である。
林芙美子は竹村家二代目女将と尾道高等女学校（広島県立尾道東高等学校）の同級生であり、林が尾道に立ち寄った際にここで歓迎会が行われその時の写真が残っている。
ここが一躍有名となったのは、小津安二郎『東京物語』でのことである。この映画は尾道でも撮影されたがロケが決まった理由の一つとして、当時の竹村家主人と脚本家の柳井隆雄がいとこだったため協力しやすかったというもの。小津ら主要スタッフ、笠智衆・原節子・香川京子ら主要キャストがここに宿泊している。俳優陣の尾道弁の指導には竹村家の主人と女将も参加し、東山千栄子の尾道弁は竹村家の女将そっくりになったという。
『東京物語』内に、周吉（笠）・修（十朱久雄）・三平（東野英治郎）の3人による飲み屋での会話の中で三平（東野）が「ああ竹村家でか？」と言ったあと大笑いするシーンがあるが、これは小津が竹村家への感謝として台詞を加えたものと言われている。東京物語のオマージュである山田洋次『東京家族』は主に大崎上島でロケが行われ、ここで撮影は行われなかったがその台詞はそのまま残っている。
若い頃尾道で暮らしていた新藤兼人は竹村家をよく撮影に用い、例えば若年期の自伝的な作品である『石内尋常高等小学校 花は散れども』で屋内ロケの1/3のシーンをここで撮影している。

### 現状
1962年（昭和37年）養老温泉郷に新たに竹村家別館をオープンする。
2004年、本館の主屋、門、塀が国の登録有形文化財に登録された。